# Aiblinger Hütte
Die Aiblinger Hütte ist eine Selbstversorgerhütte der Sektion Bad Aibling des Deutschen Alpenvereins. Sie liegt auf 1311 m ü. NHN Höhe in den Bayerischen Voralpen zwischen Wendelstein und Breitenstein.

## Zugänge
- von Birkenstein bei Fischbachau (853 m), Gehzeit: 1½ Stunden
- von Bad Feilnbach (500 m), Gehzeit: 3 Stunden
- von der Bergstation Wendelstein (1728 m) der Wendelsteinbahnen, Gehzeit: 1 Stunde

## Übergänge zu Nachbarhütten
- Wendelsteinhaus (1728 m), Gehzeit: 3 Stunden
- Reindleralm (1450 m) über die Mitteralm, Gehzeit: 1½ Stunden
- Hubertushütte (1570 m) am Breitenstein, Gehzeit: 1 Stunde

## Gipfelbesteigungen
- Wendelstein (1838 m), Gehzeit: 1½ Stunden
- Breitenstein (1622 m), Gehzeit: 1¼ Stunden
- Hochsalwand (1625 m) über die Reindler-Alm, Gehzeit: 1½ Stunden
- Wildalpjoch (1720 m) über Wendelsteinhaus oder Reindler-Alm, Gehzeit: 2½ Stunden
- Schweinsberg (1516 m), Gehzeit: ½ Stunde